# Brygada Walki Specjalnej Marynarki Wojennej Republiki Korei
Flotylla Walki Specjalnej Marynarki Wojennej Republiki Korei (kor. 대한민국 해군 특수전전단, ang. Republic of Korea Naval Special Warfare Flotilla), zw. także UDT/SEAL (nawiązując do SEALs) – jednostka wojskowa komandosów morskich Marynarki Wojennej Republiki Korei.
Żołnierze, marynarze tej brygady (obecnie flotylli) wsławili się skuteczną realizacją kontrpiracką – operacją Świt w Zatoce Adeńskiej.

## Struktura
W skład brygady wchodziły:
- batalion pierwszy; rozpoznanie specjalne, akcja bezpośrednia, rozpoznanie hydrograficzne, działania specjalne, podwodne niszczenie
- batalion płetwonurków-saperów; rozminowanie podwodne min morskich w wodach płytkich i fugasów
- batalion misji specjalnych; operacje abordażowe Visit, board, search, and seizure  operacje przechwytywania morskiego, antyterroryzm morski, uwalnianie zakładników

## Uzbrojenie
- Karabinek Daewoo K1
- Granatnik K201
- Karabin maszynowy Daewoo K3
- Pistolet K5
- Pistolet maszynowy Daewoo K7
- Pistolet maszynowy MP5A5
- Karabin maszynowy MP5SD6
- Karabin HK416
- Pistolet Beretta 92FS
- Pistolet Sig Sauer P226 Navy
- Glock 17
- Remington 870
- Remington 700
- Karabin Accuracy International AW50
- Accuracy International AWM .338 LM
- Karabin Steyr SSG 69
- Karabin Knight SR-25
- Barrett M82